# Gustavo Spallina
Gustavo Juan Spallina  (Córdoba, Argentina 13 de febrero de 1969) fue un futbolista argentino que se desempeñó como delantero. 

## Trayectoria
Spallina, se destacó como delantero en el Club Atlético Belgrano durante la década de 1990. Inició su carrera profesional en Belgrano, donde jugó entre 1988 y 1996. Durante su etapa en el club "pirata", disputó 214 partidos y anotó 52 goles.
Es considerado uno de los grandes delanteros que tuvo Belgrano en los años 90 y, actualmente, ocupa el quinto lugar en la tabla de máximos goleadores del club en competiciones organizadas por la Asociación del Fútbol Argentino (AFA).

## Clubes
| Club                | Año       |
| ------------------- | --------- |
| Belgrano            | 1987-1993 |
| Deportivo Español   | 1994      |
| Belgrano            | 1995-1996 |
| Sportivo Belgrano   | 1997-1998 |
| General Paz Juniors | 1999      |
| Atlético Avellaneda | 2004      |

## Palmarés

### Ascenso
| Ascenso a        | Club                | País      | Año  |
| ---------------- | ------------------- | --------- | ---- |
| Primera División | Belgrano de Córdoba | Argentina | 1991 |